# Michele VIII Paleologo
Michele VIII Paleologo (in greco Μιχαήλ Η΄ Παλαιολόγος?, Mikhaēl VIII Palaiologos; Anatolia, 1223 – Costantinopoli, 11 dicembre 1282) è stato un imperatore bizantino.
Fu basileus dei romei dal 1º gennaio 1259 fino alla sua morte. Michele fu il fondatore della dinastia dei Paleologi, che avrebbe governato l'Impero bizantino fino alla caduta di Costantinopoli (1453). Riconquistò la sua capitale dall'impero latino nel 1261 e grazie a ciò l'impero di Nicea riconquistò la corona imperiale bizantina.

## Biografia

### Origini
Michele Paleologo era figlio del megas domestikos Andronico Paleologo e della seconda cugina Teodora Angelina Paleologina, nipote del Basileus Alessio III Angelo ed imparentata con la famiglia dei Lascaris. Dell'infanzia non è noto molto salvo il fatto che il futuro imperatore fu educato ed accudito dalla sorella maggiore, Maria, moglie di Niceforo Tarcaniota.
In gioventù, seguì la carriera militare insieme al padre Andronico al seguito del quale divenne governatore delle città di Mělník e Serres. Nell'inverno del 1253, fu accusato di complotto dall'imperatore Giovanni III Vatatze che volle sottoporlo a un'ordalia, ovvero prendere in mano un ferro rovente senza bruciarsi. Michele si sottrasse abilmente alla prova, facendo leva sulla estraneità di una simile pratica al diritto bizantino e sulla sua origine "barbarica". Dichiarò infatti che egli si sarebbe sottoposto alla pratica soltanto se un uomo di provata rettitudine quale il Metropolita di Filadelfia avesse preso per primo in mano il ferro rovente per passarglielo. Il prelato, trascinato in questo modo nella discussione, si tirò indietro e dichiarò pubblicamente l'origine straniera di quella pratica giuridica, che veniva eseguita dietro espresso ordine imperiale e in assenza di una comprovata tradizione: questo fu più che sufficiente a far crollare le accuse contro il Paleologo.
Scagionatolo, Giovanni III garantì a Michele la mano della nipote, il titolo prestigioso di megas konostaulos che comportava il comando delle truppe mercenarie latine al servizio dell'impero di Nicea. Tuttavia, alla morte dell'imperatore ed all'ascesa al trono di Teodoro II Lascaris, i rapporti con la corte e con il nuovo imperatore si guastarono nuovamente e pertanto, insieme ad alcuni suoi amici e congiunti, decise di trasferirsi alla corte del sultano d'Iconio Kaykaus II.
Dopo due anni di servizio presso il Sultano, Michele, ottenuto un salvacondotto da parte di Teodoro II e dietro un giuramento di fedeltà, tornò a Nicea ma, pochi mesi dopo, a causa della sua ben nota appartenenza alla fazione di corte più vicina agli interessi della nobiltà e dei sospetti dello stesso imperatore, fu incarcerato insieme a molti altri militari (tra cui Alessio Strategopulo) e funzionari.
Il 18 agosto del 1258, Teodoro II Lascaris, minato da una grave forma di epilessia, morì a soli 36 anni e gli successe al trono il figlio Giovanni IV Lascaris (1258-1261), un bambino di otto anni; nel suo testamento, Teodoro affidò la reggenza all'amico Giorgio Muzalon, di cui era ben nota la lealtà verso la famiglia imperiale e il disprezzo, ricambiato, per la nobiltà di corte.
Scarcerato, Michele, insieme a molti altri nobili, partecipò alla messa funebre in onore dell'imperatore nel corso della quale Giorgio Muzalon fu ucciso ai piedi dell'altare maggiore; sul mandante dell'attentato nulla è sicuro salvo il fatto che nessuno dei presenti si mosse per salvare il reggente e che lo stesso Michele ne raccolse i maggiori vantaggi: infatti, fu investito del titolo di megas doux, poi, nel novembre 1258, di despotes, infine di co-imperatore.

### La riconquista di Costantinopoli
L'ascesa al trono di Michele, quale co-imperatore del giovane Giovanni IV Lascaris, fu certamente dovuta non solo al carisma del primo ma anche al deterioramento della situazione politica internazionale. Infatti, l'impero bizantino, che sotto la guida sapiente di Giovanni III Vatatze aveva notevolmente esteso il proprio dominio a danno dei territori dell'impero latino, aveva bisogno di un governo autorevole e determinato contro il pericolo rappresentato da Manfredi, re di Sicilia, che nel frattempo aveva occupato Durazzo e l'isola di Corfù ed aveva sottoscritto un'alleanza con il despota epirota Michele II e con Guglielmo II di Villehardouin, principe franco dell'Acaia.
Nel 1259, i tre alleati decisero di armare un forte esercito contro l'Impero di Nicea ma le loro forze congiunte furono messe in rotta dall'esercito imperiale nella Battaglia di Pelagonia. Poco dopo, approfittando della debolezza dell'Epiro e dell'Acaia, il cui sovrano Guglielmo II era caduto prigioniero dei bizantini, Michele decise di proseguire l'offensiva riuscendo a riconquistare la città di Durazzo e l'odierna Albania, consolidando in tal modo il confine occidentale di Nicea.
Nonostante la brillante vittoria, Michele era ben consapevole che solo la riconquista di Costantinopoli, ormai ultimo possedimento dell'Impero Latino, avrebbe potuto consolidare il suo prestigio.
Nel 1260 tentò di assediare la città via terra ma non ottenne alcun successo poiché la flotta veneziana, alleata dell'imperatore latino Baldovino II, continuò a garantire i rifornimenti alla città, costringendo l'imperatore a stipulare una tregua. Convinto che solo l'alleanza con una potenza navale avrebbe potuto garantire la protezione necessaria alle truppe bizantine per tagliare fuori i latini da ogni linea di rifornimento, Michele stipulò il trattato di Ninfeo con la repubblica di Genova: otteneva così 50 galere, armate, equipaggiate e finanziate da Genova in cambio della concessione di privilegi commerciali riscossione dei dazi e l'accesso esclusivo al mar Nero e fondaci sulle principali isole dell'Egeo.
Venne insignito il capitano Genovese Giovanni De lo Cavo del titolo di Ammiraglio di Costantinopoli e quindi comandante in capo della flotta dell'impero e difensore di tutti i mari e tutte le isole bizantine; in seguito, il 25 luglio del 1261 un esercito bizantino di 800 uomini in avanscoperta, guidato dal generale, Alessio Strategopulo, occupò la città senza incontrare resistenza, mentre l'imperatore latino Baldovino II riuscì a fuggire, ponendo fine al dominio latino dell'impero.

### L'usurpazione

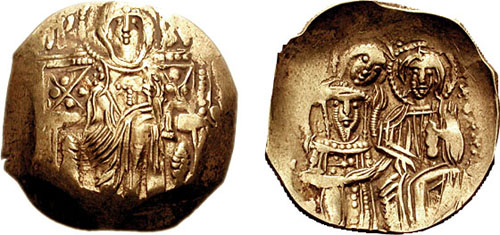
Hyperpyron di Michele VIII, in cui l'imperatore è rappresentato inginocchiato di fronte a Cristo. Questa moneta venne coniata per celebrare la liberazione di Costantinopoli dall'occupazione crociata nel 1261.

Le notizie della riconquista della città raggiunsero per prima la sorella dell'imperatore, Eulogia, la quale cercò inutilmente di convincere il fratello del lieto avvenimento; Michele, però, si sarebbe persuaso solo quando ricevette dallo Strategopulo la spada e la corona che Baldovino aveva abbandonato al palazzo imperiale.
Il 15 agosto dello stesso anno, dopo aver relegato Giovanni IV a Nicea, Michele si fece incoronare imperatore insieme al figlio Andronico II ed iniziò a disporre un lungo e capillare programma di restauro e di ripopolamento della Capitale che, cominciando dal rafforzamento delle mura, avrebbe interessato palazzi, monasteri, chiese ed edifici pubblici.
Ormai sicuro della propria posizione, nel dicembre dello stesso anno, fece accecare il legittimo sovrano Giovanni IV, prontamente relegato in un monastero, e fece maritare all'estero le sue sorelle in modo che non potessero rivendicare il trono. L'accecamento di Giovanni, tuttavia, divenne di dominio pubblico ed il patriarca Arsenio Autoreiano scomunicò Michele: nacque così una lunga controversia tra l'imperatore ed il patriarca che non si concluse neppure quando, ormai sei anni dopo l'usurpazione, Michele fece deporre Arsenio in quanto costui ed i suoi seguaci rifiutarono di deporre le armi e divennero una fazione che avrebbe minato alla base l'autorità imperiale per tutto il regno del Paleologo.

### Regno

#### La lotta con i Latini
Con la caduta di Costantinopoli, il Papato subì non solo un duro smacco al proprio prestigio ma anche una pesante diminuzione della propria autorità spirituale in quanto i Bizantini erano stati in grado di riaffermare efficacemente il loro diritto a mantenere una chiesa autonoma e separata da Roma e di conseguenza divenne obbiettivo di prima importanza riportare i Greci sotto il controllo occidentale; quanto a Michele, ben consapevole della straordinaria influenza della chiesa, l'occasione andava sfruttata e decise ad inviare alcuni ambasciatori da Papa Urbano IV ma in ogni caso tale missione diplomatica fallì (gli ambasciatori, infatti, non raggiunsero neppure la città eterna in quanto uno fu giustiziato e l'altro dovette fuggire)

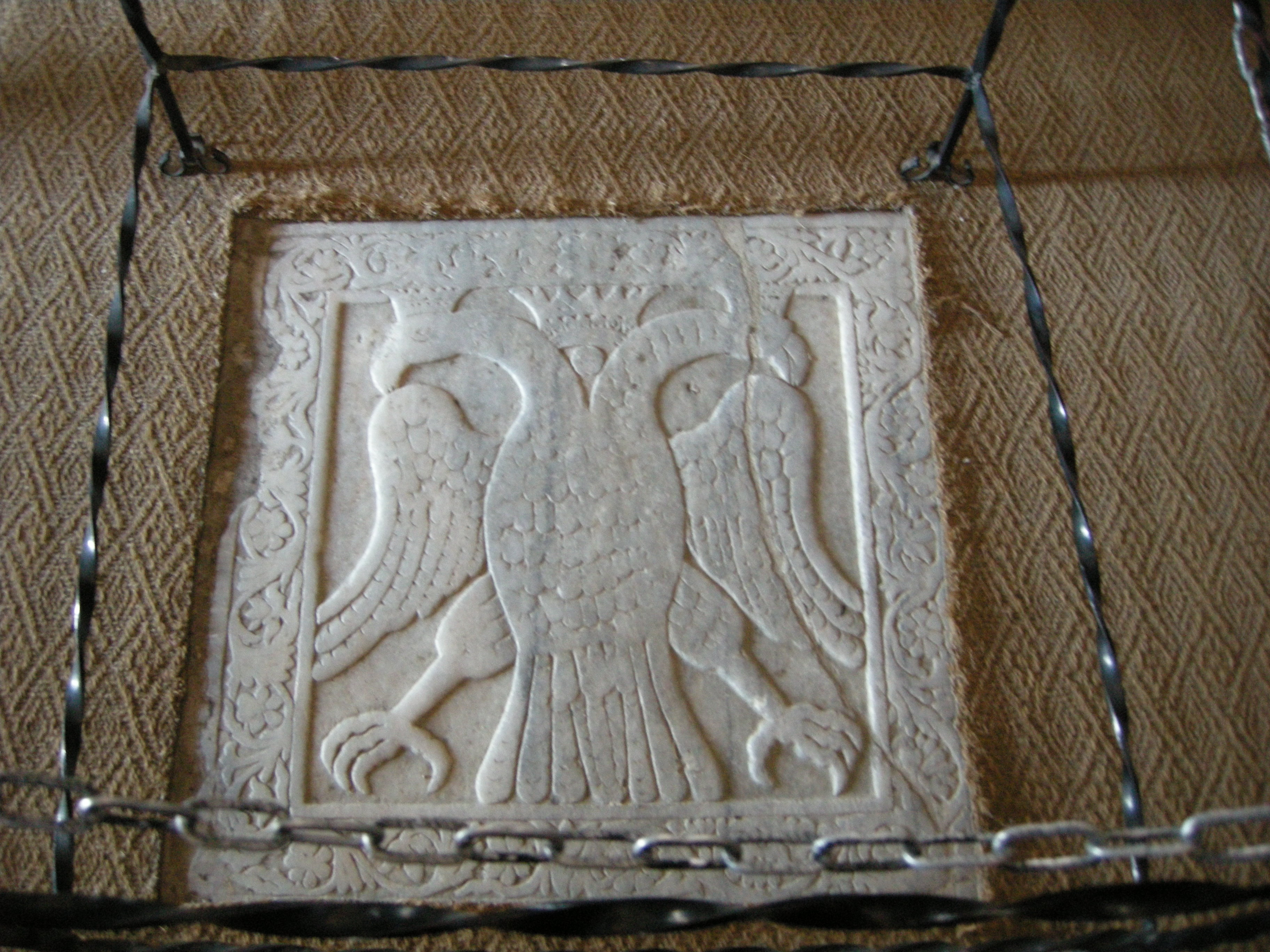
Bassorilievo raffigurante un'Aquila bicipite, simbolo della dinastia dei Paleologi, a Mistra.

Nel 1263, l'imperatore raggiunse un accordo con il principe di Acaia, Guglielmo II Villehardouin, caduto prigioniero dei bizantini a Pelagonia: in cambio della liberazione, il principe avrebbe dovuto cedere oltre un terzo dei propri territori, principalmente la Laconia, pagare un riscatto ed un tributo annuale e nelle terre così conquistate fu istituita la Provincia bizantina di Morea, con Mistra come capoluogo; nello stesso periodo lo stesso imperatore conquistò le città di Anchialo e di Mesembria, importanti roccaforti sul mar Nero.
Dopo Guglielmo II, Michele cercò di accordarsi anche con Manfredi di Sicilia: nell'estate del 1262, il Basileus propose un matrimonio tra lui stesso ed Anna, sorella di Manfredi e vedova di Giovanni III Vatatze ma l'iniziativa non ebbe successo; Anna rifiutò le nozze mentre la moglie di Michele, Teodora, rifiutò di farsi da parte e si appellò al patriarca Arsenio il quale costrinse l'imperatore a rinunciare ai suoi piani; Michele si arrese e rimandò Anna dal fratello, un gesto che permise il rilascio del generale Alessio Strategopulo
Nel 1263, Michele dovette affrontare una pericolosa questione al confine orientale: il Sultano Kaykaus II, deposto, giunse esule a Costantinopoli per chiedere l'aiuto di Michele ma il Basileus, tenendo in massima considerazione l'alleanza con i Mongoli dell'Iran e non volendo rischiare un conflitto in Anatolia, decise di imprigionare il Sultano deposto (sarebbe stato liberato dai Mongoli di Russia solo diversi anni dopo).

L'Impero bizantino nel 1265.

Il disinteressamento di Michele fu certamente giustificato. Infatti, quello stesso anno il Basileus inviò un poderoso contingente mercenario in Morea con l'obbiettivo di conquistare definitivamente il Principato d'Acaia ma le truppe latine, in un attacco di sorpresa, riuscirono ad annientare le truppe bizantine. Pochi mesi dopo, una flotta congiunta bizantino-genovese di 48 galere, subì un'umiliante disfatta nella Battaglia di Settepozzi a seguito della quale le truppe bizantine in Grecia furono tagliate fuori dai rifornimenti mentre i mercenari, privi di paga, decisero di disertare.
Infine, nella primavera del 1265, un'armata bulgara, con l'appoggio di truppe tartare guidate da Nogai Khan, saccheggiò gran parte della Tracia bizantina e per poco non fece prigioniero lo stesso imperatore: a stento, abbandonato anche da alcuni suoi ufficiali, Michele riuscì a raggiungere la costa del Mar di Marmara, dove l'imperatore ed il suo seguito riuscirono ad abbordare due galere latine ed a tornare nella capitale.
Ormai preso in una guerra lunga e dispendiosa, Michele cercò di raggiungere un accordo con i Veneziani: nel 1263, infatti, l'imperatore, a seguito della disfatta di Settepozzi e di dissensi, aveva licenziato la flotta genovese ed aveva cancellato molti dei loro privilegi commerciali ed intraprese lunghe trattative con i Veneziani ai quali promise il ristabilimento delle relazioni commerciali, più gli stessi diritti concessi ai genovesi con il trattato di Ninfeo; tuttavia, il Senato veneziano rifiutò l'accordo e si limitò a concedere una tregua.
Fu più fortunato con le trattative in oriente poiché tanto il Sultano Baybars del Sultanato Mamelucco del Cairo quanto Berke, Khan del Khanato dell'Orda d'Oro accettarono di stabilire amichevoli relazioni diplomatiche e commerciali con Bisanzio

#### Michele VIII e Carlo d'Angiò

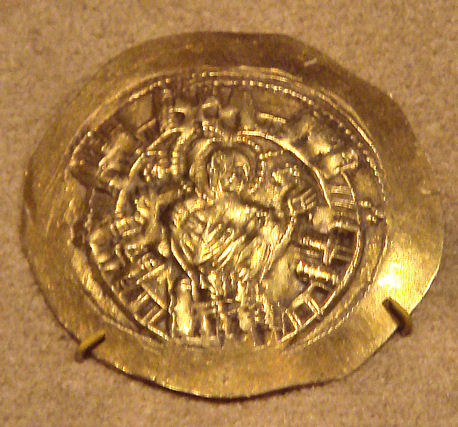
Hyperpyron di Michele VIII Paleologo, in questa moneta è rappresentata la Vergine Maria, come ringraziamento per la conquista della capitale bizantina.

Nel 1266, Papa Clemente IV, temendo sopra ogni cosa il potere Svevo in Sicilia, decise di appellarsi a Luigi IX di Francia il quale, in ossequio alle richieste del pontefice, inviò il fratello minore, Carlo d'Angiò conte di Provenza: il 25 febbraio dello stesso anno si svolse la battaglia di Benevento nel corso della quale Manfredi di Sicilia fu sconfitto ed ucciso. Ottenuta così l'investitura feudale del regno di Sicilia e sconfitti gli ultimi pretendenti Svevi nella battaglia di Tagliacozzo, Carlo d'Angiò dedicò tutte le sue forze ad un unico obbiettivo: la conquista di Costantinopoli
Nel 1267, Carlo stipulò con l'imperatore latino in esilio, Baldovino II, e con Guglielmo II Villehardouin il trattato di Viterbo in virtù del quale il re di Sicilia, dietro l'impegno di fornire le forze militari necessarie per la riconquista di Costantinopoli avrebbe ottenuto notevoli ingrandimenti territoriali in Grecia
Il progetto angioino, peraltro, era agevolato da un altro fattore: in quegli anni l'impero bizantino continuava ad essere impegnato in Asia Minore giacché, nonostante i trattati di pace con i Turchi selgiuchidi, i turcomanni avevano iniziato ad effettuare scorrerie nei territori imperiali mentre sin dai tempi dell'accecamento di Giovanni IV la popolazione greca della Bitinia e delle province dell'impero di Nicea sopportavano di mal grado il dominio del Paleologo ed era diffuso il dissenso contro i governatori inviati da Costantinopoli.
In tali frangenti, Michele fu costretto, nel 1269, ad inviare il fratello Giovanni in Asia Minore: la sua campagna, sebbene fosse riuscita a respingere gli invasori turcomanni, garantì solo un sollievo momentaneo ai confini in quanto, non appena le truppe furono richiamate, ripresero le scorrerie turcomanne tanto che, già agli inizi del 1270, parte della Caria era ormai perduta.
Timoroso dell'alleanza tra Carlo d'Angiò e Baldovino II, Michele cercò di prevenire con ogni mezzo l'ambizione del re di Sicilia: prima si appellò a papa Clemente IV ma senza esito, poi decise di rivolgersi allo stesso fratello di Carlo, Luigi IX di Francia offrendogli il suo appoggio diplomatico e logistico ai suoi progetti di Crociata; l'iniziativa ebbe successo poiché Luigi riuscì a convincere il fratello minore a seguirlo nella Crociata di Tunisi.
Alla morte di Luigi, il 14 agosto 1270, Carlo prese il comando della spedizione ma, non avendo alcun interesse in Tunisia, stipulò un trattato e tornò in patria per predisporre una campagna contro Bisanzio. La sorte, però, non arrise a Carlo poiché, quando ormai tutto era pronto per la partenza, il 22 novembre scoppiò una tempesta che distrusse gran parte della flotta angioina, provocando numerose perdite.
Dopo la morte di Clemente IV ed un interregno durato tre anni, salì al soglio Gregorio X, assai poco accomodante con gli interessi di Carlo d'Angiò: Michele intavolò trattative per una riunificazione ecclesiastica sulla base del principio di oikonomia (una forma di unione religiosa che, però, avrebbe preservato le peculiarità della chiesa orientale). L'iniziativa fu fortemente combattuta all'interno della chiesa stessa, tanto che l'imperatore dovette deporre il patriarca in carica, Giovanni X Galesiotes, e sostituirlo con Giovanni XI Bekkos, in modo da estorcere un consenso di massima.
Sempre in questi anni, il Basileus riprese le trattative con le città marinare: infatti, nel 1267, Genova, dopo aver subito nelle acque di Taranto una dura sconfitta per mano dei veneziani, accettò un compromesso con l'imperatore secondo cui i Genovesi avrebbero ottenuto un fondaco gratuito a Galata ed una riduzione dei dazi commerciali. L'anno seguente Venezia, onde evitare di perdere il mercato orientale accettava un accordo simile oltre alla promessa di non interferire nelle spedizioni navali bizantine in Egeo.
Michele VIII cercò di neutralizzare l'influenza del re di Sicilia mediante un'accorta politica matrimoniale sia con i greci occidentali che con i paesi slavi: alle trattative non andate a buon fine con il regno serbo si cercò di riequilibrare con il matrimonio tra l'erede di Michele, Andronico, e la figlia del re di Ungheria nonché tra lo zar bulgaro, Costantino e Maria, nipote dell'imperatore.
Nonostante il matrimonio, nel 1272, scoppiò una guerra con la Bulgaria per la contesa ricorrente delle città di Anchialo e Mesembria, ma i Bulgari dovettero ritirarsi a causa dell'alleanza tra i Mongoli e l'impero: già nel 1263 Michele aveva firmato un trattato con il Khan Dell'Orda D'oro cui diede in sposa la figlia Eufrosine, tuttavia, negli anni seguenti, il rapporto divenne ancor più stretto non solo perché il Basileus diede un'altra figlia, Maria Paleologa, in sposa ad Abaqa Khan degli Ilkhanidi di Persia ma anche perché fece da tramite tra gli stessi mongoli e Papa Clemente IV da Viterbo e Luigi IX.
Prova di ciò è questa lettera in cui Abaqa aveva accettato di unire le forze con il suo suocero Michele VIII per aiutare i Latini in Terra Santa, in preparazione per l'ottava crociata (la seconda di Luigi IX):
(Grousset, p. 644)

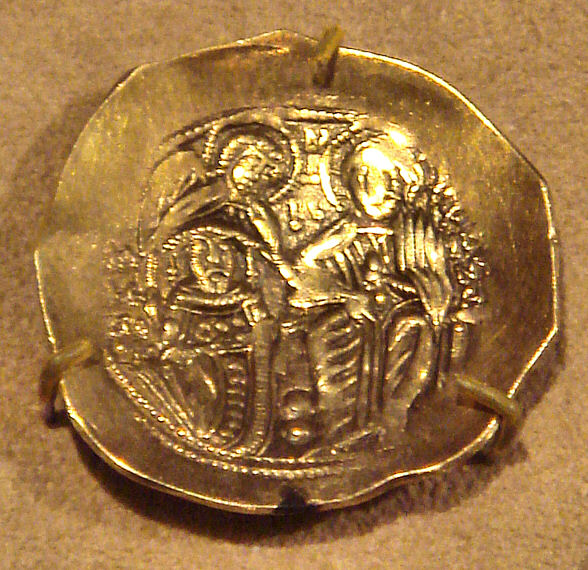
Hyperpyron di Michele VIII Paleologo, rappresentato in ginocchio sulla sinistra della moneta, e sulla destra vi è Cristo in trono, e la terza figura, che si trova sulla destra, è l'Arcangelo Michele.

L'alleanza con i Mongoli, infine, permise di ottenere anche cospicui aiuti militari: ad esempio, negli ultimi anni di regno del Paleologo, essi inviarono in Grecia oltre 4.000 mercenari grazie ai quali i bizantini furono in grado di conquistare parte dell'Epiro e della Tessaglia settentrionale.
In sintesi, all'accerchiamento dei potenziali nemici di Bisanzio, Michele seppe contrapporre un adeguato sistema di alleanze mediante una serie di trattati ed accordi diplomatici.

#### Il Concilio di Lione
Stanco dei ritardi bizantini, Papa Gregorio X non era più intenzionato a tergiversare sul problema dell'unificazione: ammonì i Veneziani dal rinnovare gli accordi con i bizantini e permise a Carlo d'Angiò di sviluppare un'intensa attività diplomatica nei Balcani
Pressato dal papa, Michele dovette acconsentire ad inviare ambasciatori ed ecclesiastici al Concilio di Lione ove, il 24 giugno 1274, presentarono una lettera dello stesso imperatore, una del figlio primogenito Andronico ed altre dei più importanti prelati: dopo quattro sessioni, si raggiunse un compromesso e per la prima volta in due secoli i rappresentanti delle chiese orientali ed occidentali scambiarono il segno di pace
Con l'unione Michele ottenne rilevanti vantaggi: in primo luogo il riconoscimento papale del suo governo, in secondo luogo la protezione papale contro eventuali iniziative di Carlo d'Angiò, infine il consenso ad una crociata contro i Turchi in Asia Minore; non realizzata per la morte prematura del pontefice.
Sul piano interno, l'unione provocò una forte spaccatura all'interno dell'Impero: la sorella di Michele, Eulogia, fuggì in Bulgaria ed iniziò a cospirare contro il Basileus, gli arseniti, seguaci del patriarca deposto Arsenio Autoreiano, intrapresero una campagna propagandistica contro il governo mentre Niceforo II d'Epiro ed il fratello Giovanni di Tessaglia diedero vasto supporto agli anti-unionisti; inizialmente tollerante, il governo rispose con una capillare e rigida repressione, culminata con l'accecamento, il sequestro dei beni o l'esilio di centinaia di persone e con la pena di morte a carico di chiunque propagandasse con la parola o gli scritti tesi anti-unioniste.
Negli anni seguenti la situazione interna degenerò in una sostanziale guerra civile che provocò forti danni specialmente in Anatolia: la propaganda degli arseniti, infatti, indebolì non poco il prestigio imperiale mentre la repressione imperiale compromise le capacità difensive dello stato, al punto che i turcomanni poterono occupare, tra il 1278 ed il 1282, Antiochia sul Meandro e gran parte della Caria.
Il primo maggio 1277, Giovanni di Tessaglia convocò un sinodo a Neopatria che lanciò un anatema contro l'Imperatore, il Patriarca ed il Papa ed in risposta Michele convocò un sinodo in Santa Sofia che fece lo stesso; nel dicembre Giovanni convocò un secondo sinodo che ribadì la scomunica per l'imperatore e le più alte autorità ecclesiastiche.

#### Intervento in Bulgaria

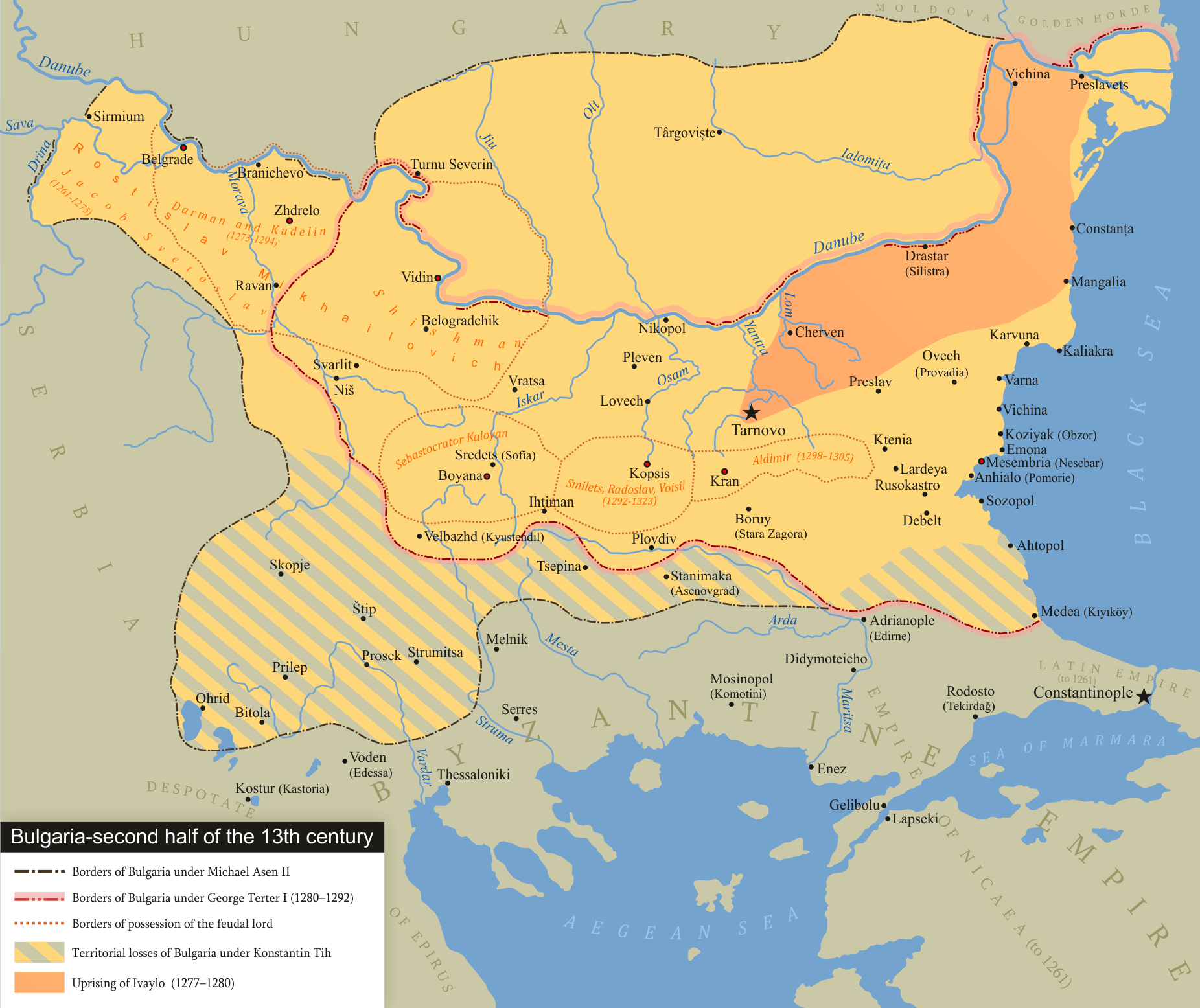
La Bulgaria durante la guerra civile.

Nel 1277, scoppiò una guerra civile in Bulgaria e il Basileus decise di inviare un esercito per imporre un proprio candidato sul trono, Ivan Asen III ma il sovrano bulgaro, Ivailo, sconfisse duramente le truppe bizantine a Devina. Nonostante la sconfitta, l'imperatore ottenne l'appoggio dei Mongoli grazie ai quali non solo fu in grado di conquistare vasti territori in Tracia ma riuscì anche ad imporre, almeno momentaneamente, Ivan Asen III sul trono.
Nel frattempo proseguirono le campagne in Grecia: sul mare l'ammiraglio Licario riuscì a riconquistare l'Eubea e quasi tutte le isole dell'egeo dai signori feudali veneziani e, nel 1275, una flotta bizantina di 73 galere annientò quelle latine a Demetrias; tuttavia, l'esercito imperiale non fu in grado di approfittare del successo perché Giovanni di Tessaglia sconfisse le truppe bizantine a Neopatria.
Nel 1280, Carlo d'Angiò inviò il suo generale Ugo di Sully con 2000 cavalieri e 4000 fanti in Albania: conquistarono Butrinto ed assediarono Berat ma, nel marzo 1281, il generale bizantino Michele Tarcaniota, al comando di un esercito di soccorso, colse di sorpresa le truppe assedianti, li circondò e fece prigionieri migliaia di uomini, tra cui il loro comandante, bloccando definitivamente l'avanzata via terra del re di Sicilia

#### I Vespri Siciliani

Mappa della Grecia meridionale verso la fine del regno di Michele VIII Paleologo.

Il 22 febbraio 1281, fu eletto al soglio pontificio Martino IV, di origini francesi e devoto alleato di Carlo d'Angiò che lo aveva sostenuto; il nuovo papa, certamente su impulso di Carlo, scomunicò l'imperatore il 18 ottobre dello stesso anno, senza alcun avvertimento o provocazione, sostanzialmente cancellando l'Unione di Lione.
Adottando quale pretesto la scomunica papale, Carlo d'Angiò preparò un poderoso corpo di spedizione composto da una flotta di oltre 400 navi che avrebbe potuto trasportare in Grecia oltre 8000 cavalieri, ottenne l'alleanza di Venezia, della Serbia, della Bulgaria e dei sovrani di Epiro e Tessaglia. Al contrario, l'Impero Bizantino non aveva sostanzialmente alleati ad eccezione del sultano mamelucco d'Egitto che promise di noleggiare parte della sua flotta e del Khanato dell'Orda d'Oro che promise di intervenire laddove Serbi e Bulgari avessero invaso i confini imperiali.
In cerca di alleati, Michele VIII si rivolse, inutilmente, all'imperatore Rodolfo d'Asburgo e alle altre potenze europee ma solo una si dichiarò disposta ad intervenire, il Regno d'Aragona.
Infatti, il re d'Aragona, Pietro III, era sposato con Costanza di Sicilia, figlia di Manfredi, e pertanto considerava Carlo un usurpatore del Regno che legittimamente sarebbe dovuto passare alla moglie; negli anni precedenti, inoltre, aveva offerto supporto ed asilo a molti esuli siciliani, uno dei quali, Giovanni da Procida, aveva ottenuto il titolo di segretario della cancelleria reale.
Prima che Carlo potesse salpare, il 30 marzo 1282, dopo mesi di preparazione da parti di agenti ed inviati bizantini, scoppiò a Palermo la rivolta dei Vespri Siciliani; alle origini, Carlo si limitò ad inviare quattro navi ma poi, quando i ribelli conquistarono Messina, diede ordine di utilizzare gli uomini ed i mezzi che aveva radunato per la spedizione contro Bisanzio; poco dopo decise di partire lui stesso per assediare Messina ma si trovò di fronte allo sbarco dell'esercito aragonese di Pietro III il quale, grazie al denaro fornito dal Basileus, aveva provveduto ad armare una flotta ed un esercito per conquistare la Sicilia. In risposta a ciò, Martino IV, il 18 ottobre 1282, scomunicò Michele VIII, Pietro III, Giovanni da Procida e Benedetto Zaccaria, il principale esponente di quegli agenti che l'imperatore, ormai da diversi anni, era solito inviare in Sicilia per fomentare la rivolta contro gli Angiò e per finanziare i ribelli.
(Frase tratta dalle memorie scritte dall'imperatore medesimo, citata da Ostrogorky a p. 423.)
L'azione dell'imperatore, tuttavia, non si rivolse solo alla Sicilia ma anche all'isola di Creta, la quale si sarebbe ribellata varie volte alla Serenissima Repubblica; infatti negli stessi anni in cui scoppiava la Guerra del Vespro, l'isola fu scossa da una rivolta che durò sei anni e che sostanzialmente impedì a Venezia di inviare soccorsi a Carlo d'Angiò.

### Morte e giudizio storico
Scomparsa la minaccia angioina, Michele dovette affrontare gli alleati serbi e bulgari di Carlo d'Angiò i quali, coordinandosi tra loro, riuscirono non solo a deporre il filo bizantino Ivan III Asen ma anche a conquistare l'importante città di Skopje in Macedonia; nel tentativo di riconquistare la città, il Basileus partì per il fronte ma morì, l'11 dicembre 1282.
Sicuramente fu ricordato come un brillante imperatore poiché con lui l'impero vide l'ultimo periodo di luce come potenza di prim'ordine dello scacchiere europeo, però la sua ambizione di ricostruire Bisanzio era ormai troppo lontana dalle reali energie dello stato che fu prosciugato: infatti, le impellenti necessità in occidente lo costrinsero a diminuire la capacità difensiva in Asia Minore mentre le alte spese militari, in particolare la ricostruzione della flotta e l'armamento di un numeroso esercito mercenario, esaurirono il tesoro.
In politica interna, infine, Michele prese alcuni provvedimenti che, nel lungo periodo, contribuirono ad indebolire l'autorità imperiale a vantaggio della grande proprietà laica e religiosa: infatti, la concessione di numerose esenzioni fiscali e del diritto di trasmettere i beni ottenuti in pronoia, più che garantire un consolidamento degli oneri militari ad essa connessi, significò anche un notevole rafforzamento della base sociale ed economica della nobiltà, fatto che avrebbe determinato non pochi scompensi durante i regni seguenti.

## Matrimonio e discendenza
Nel 1253, Michele VIII Paleologo sposò Teodora Ducas Vatatzina (1240 circa – 1303) nipote dell'imperatore Giovanni III Vatatze (1192 – 1254) dalla quale ebbe:
- Manuele Paleologo (c. 1254 – 1259)
- Andronico II Paleologo (1259 – 1332)
- Costantino Paleologo (1261 – 1306), che sposò Eirene Raoulaina, sua cugina di secondo grado
- Irene Paleologa (c. 1256 – prima del 1328), andata sposa all'imperatore Giovanni Asen III di Bulgaria (1259 – 1303)
- Anna Paleologa (c. 1260 – 1299/1300), andata sposa a Demetrio Ducas Comneno Cutroule
- Eudocia Paleologa (1265 – 1302), andata sposa a Giovanni II Megas Comneno, imperatore di Trebisonda (1262 – 1297)
- Teodora Paleologa, che sposò nel 1254 Davide VI Narin (1225 – 1293), re della Georgia e dell'Imerezia
- Teodoro Paleologo (c. 1263 – dopo il 1310)

Da un'amante Michele VIII ebbe inoltre due figlie illegittime:
- Eufrosina Paleologa, che sposò Nogai Khan (†1299), condottiero dell'Orda d'Oro e discendente da Gengis Khan;
- Maria Palaiologina, che sposò Abaqa Khan (1234 – 1282), sultano mongolo della dinastia Ikhan

## Ascendenza
|                              |                                 |                             | Genitori                 |  |  | Nonni |  |  | Bisnonni          |  |  | Trisnonni                |  |
|                              |                                 |                             |                          |  |  |       |  |  | Michele Paleologo |  |  | Niceforo Ducas Paleologo |  |
|                              |                                 |                             |                          |  |  |       |  |  | Michele Paleologo |  |  | Niceforo Ducas Paleologo |  |
|                              |                                 | …                           |                          |  |  |       |  |  | Michele Paleologo |  |  |                          |  |
| Alessio Paleologo            |                                 |                             |                          |  |  |       |  |  | Michele Paleologo |  |  |                          |  |
|                              |                                 | …                           | …                        |  |  |       |  |  |                   |  |  |                          |  |
|                              |                                 | …                           | …                        |  |  |       |  |  |                   |  |  |                          |  |
|                              |                                 | …                           | …                        |  |  |       |  |  |                   |  |  |                          |  |
| Andronico Paleologo          |                                 | …                           |                          |  |  |       |  |  |                   |  |  |                          |  |
|                              |                                 | Giovanni Cantacuzeno        | …                        |  |  |       |  |  |                   |  |  |                          |  |
|                              |                                 | Giovanni Cantacuzeno        | …                        |  |  |       |  |  |                   |  |  |                          |  |
|                              |                                 | Giovanni Cantacuzeno        | …                        |  |  |       |  |  |                   |  |  |                          |  |
| Irene Comnena                |                                 | Giovanni Cantacuzeno        |                          |  |  |       |  |  |                   |  |  |                          |  |
|                              |                                 | Maria Comnena               | Andronico Comneno        |  |  |       |  |  |                   |  |  |                          |  |
|                              |                                 | Maria Comnena               | Andronico Comneno        |  |  |       |  |  |                   |  |  |                          |  |
|                              |                                 | Maria Comnena               | Irene Aineidasa          |  |  |       |  |  |                   |  |  |                          |  |
| Michele VIII Paleologo       |                                 | Maria Comnena               |                          |  |  |       |  |  |                   |  |  |                          |  |
|                              | Giorgio Comneno Ducas Paleologo | …                           |                          |  |  |       |  |  |                   |  |  |                          |  |
|                              | Giorgio Comneno Ducas Paleologo | …                           |                          |  |  |       |  |  |                   |  |  |                          |  |
|                              | Giorgio Comneno Ducas Paleologo | …                           |                          |  |  |       |  |  |                   |  |  |                          |  |
| Alessio Paleologo            | Giorgio Comneno Ducas Paleologo |                             |                          |  |  |       |  |  |                   |  |  |                          |  |
|                              |                                 | ?Irene Comnena Cantacuzena? | …                        |  |  |       |  |  |                   |  |  |                          |  |
|                              |                                 | ?Irene Comnena Cantacuzena? | …                        |  |  |       |  |  |                   |  |  |                          |  |
|                              |                                 | ?Irene Comnena Cantacuzena? | …                        |  |  |       |  |  |                   |  |  |                          |  |
| Teodora Angelina Paleologina |                                 | ?Irene Comnena Cantacuzena? |                          |  |  |       |  |  |                   |  |  |                          |  |
|                              |                                 | Alessio III Angelo          | Andronico Ducas Angelo   |  |  |       |  |  |                   |  |  |                          |  |
|                              |                                 | Alessio III Angelo          | Andronico Ducas Angelo   |  |  |       |  |  |                   |  |  |                          |  |
|                              |                                 | Alessio III Angelo          | Eufrosina Castamonitissa |  |  |       |  |  |                   |  |  |                          |  |
| Irene Angelina               |                                 | Alessio III Angelo          |                          |  |  |       |  |  |                   |  |  |                          |  |
|                              |                                 | Eufrosina Ducena Camatera   | Andronico Camatero       |  |  |       |  |  |                   |  |  |                          |  |
|                              |                                 | Eufrosina Ducena Camatera   | Andronico Camatero       |  |  |       |  |  |                   |  |  |                          |  |
|                              |                                 | Eufrosina Ducena Camatera   | …                        |  |  |       |  |  |                   |  |  |                          |  |
|                              |                                 | Eufrosina Ducena Camatera   |                          |  |  |       |  |  |                   |  |  |                          |  |